# Садове (Хмельницький район)
Садо́ве — село в Україні, у Вовковинецькій селищній громаді Хмельницького району Хмельницької області. Населення становить 234 особи.

## Історія
Засноване у 1650 р.
Перша відома назва  — 5-й район, після перестройки (2-ї Світової) — Садове. Хоча перша письмова згадка датується 1650 роком, достеменно невідомо, хто заснував село. Відомо лише, що в часи Царської Росії землі, на яких зараз розташоване поселення, були роздані селянам. Назви Загурщина, Стрініччина, Згарщина, Дунін садок та інші пішли від прізвищ тих, кому ті землі дісталися. Також існує легенда, за якою вся територія села була обсаджена садком, але під час колективізації майже усі дерева були знищені.

## Відомі особи
У селі народився Станіслав Звольський — український вчений, доктор наук.